# Oktjabr'skij rajon (Oblast' di Volgograd)
L'Oktjabr'skij rajon (in russo Октябрьский район?) è un rajon dell'oblast' di Volgograd, nella Russia europea, il cui capoluogo è Oktjabr'skij. Istituito nel 1957, ricopre una superficie di 3811 chilometri quadrati e nel 2021 ospitava una popolazione di circa 20.600 abitanti.